# John Chapple
Sir John Lyon Chapple, GCB (* 27. Mai 1931; † 25. März 2022) war ein Offizier der British Army, der zuletzt als Generalfeldmarschall (Field Marshal) zwischen 1988 und 1992 Chef des Generalstabes der British Army war. Darüber hinaus war er von 1993 bis 1995 Gouverneur von Gibraltar.

## Leben

### Offiziersausbildung und Aufstieg zum General
John Lyon Chapple absolvierte seine schulische Ausbildung am Haileybury and Imperial Service College und trat nach Ableistung des Wehrdienstes (National Service) 1950 als Leutnant (Second Lieutenant) in die Royal Artillery ein. In den folgenden Jahren absolvierte er zudem ein Studium am Trinity College der University of Cambridge und fand später Verwendungen als Offizier und Stabsoffizier im Infanterieregiment The King’s Regiment, im Linieninfanterieregiment South Lancashire Regiment (The Prince of Wales’s Volunteers) sowie im Schützenregiment 2nd King Edward VII's Own Gurkha Rifles (The Sirmoor Rifles).
Im März 1976 wurde Brigadegeneral (Brigadier) Chapple Nachfolger von Brigadier John Whitehead als Kommandeur der aus der 48. Gurkha-Infanteriebrigade (48th Gurkha Infantry Brigade) entstandenen Gurkha Field Force und verblieb in dieser Verwendung bis November 1977, woraufhin Brigadegeneral Michael Carleton-Smith seine Nachfolge antrat. Im Anschluss wechselte er im Februar 1978 ins Verteidigungsministerium und war dort als Nachfolger von Brigadegeneral Roland Guy Leitender Stabsoffizier beim Chef des Verteidigungsstabes (Chief of the Defence Staff), Marshal of the Royal Air Force Neil Cameron beziehungsweise ab September 1979 von Admiral of the Fleet Terence Lewin. Auf diesem Posten verblieb er bis Juni 1980 und wurde daraufhin von Air Commodore David Brook abgelöst.
Danach löste Generalmajor (Major-General) John Chapple im Juni 1980 Generalmajor Roy Redgrave als Kommandeur der britischen Streitkräfte in Hongkong (Commander British Forces in Hong Kong) ab und hatte dieses Kommando bis Oktober 1982 inne, woraufhin Generalmajor Derek Boorman sein Nachfolger wurde. Er selbst wiederum übernahm im Oktober 1982 von Generalmajor Derek Boorman den Posten als Leiter der Abteilung für Militärische Operationen im Generalstab der British Army (Director of Military Operations) und hatte diesen bis zu seiner Ablösung durch Brigadegeneral Leslie Busk im November 1984 inne. Im Dezember 1984 kehrte er abermals in den Verteidigungsstab zurück und übernahm dort als Generalleutnant (Lieutenant-General) den neu geschaffenen Posten als stellvertretender Chef des Verteidigungsstabes für Personal und Programme (Deputy Chief of the Defence Staff(Personnel and Programmes)), den er bis zu seiner Ablösung durch Air Marshal David Parry-Evans bekleidete. Während dieser Zeit wurde er am 31. Dezember 1984 zum Knight Commander des Order of the Bath (KCB) geschlagen, so dass er fortan den Namenszusatz „Sir“ führte.

### Chef des Generalstabes und Gouverneur von Gibraltar
Daraufhin löste General Sir John Lyon Chapple im Juni 1987 General James Malcolm Glover als Oberkommandierender der britischen Landstreitkräfte (Commander-in-Chief, UK Land Forces) ab und verblieb in dieser Verwendung bis September 1988, woraufhin General Charles Huxtable seine dortige Nachfolge antrat. In dieser Zeit wurde er am 11. Juni 1988 auch zum Knight Grand Cross des Order of the Bath (GCB) erhoben. Zuletzt übernahm er im September 1988 als Nachfolger von Generalfeldmarschall Nigel Bagnall das Amt als Chef des Generalstabes (Chief of the General Staff) der British Army, das er bis zu seinem Ausscheiden aus dem aktiven Militärdienst im Februar 1992 innehatte. Sein Nachfolger wurde daraufhin General Peter Inge. Er wurde mit seinem Eintritt in den Ruhestand im September 1988 auch zum  Generalfeldmarschall (Field Marshal) befördert.
Im April 1993 wurde Chapple, der auch Commander des Order of the British Empire (CBE) war, Nachfolger von Admiral Derek Reffell als Gouverneur von Gibraltar. Dieses Amt hatte er bis zum 5. Dezember 1995 inne, woraufhin Admiral Hugo White seine Nachfolge antrat.